# 上海巴士第二公共交通有限公司
上海巴士第二公共交通有限公司，原巴士二汽，前身为上海巴士二汽公共交通有限公司，是在上海进行公交运营的一家非上市股份制企业，成立于1998年。
该公司曾属于上海大众交通股份有限公司下属上海大众巴士有限公司，也一度与新加坡巴士有限公司合资建立上海申新巴士有限公司。2009年，巴士二汽并入原上海巴士公交（集团）有限公司并成为其全资子公司。